# Thornton (Colorado)
Thornton è un comune degli Stati Uniti d'America, nella Contea di Adams, nello Stato del Colorado. Ha una popolazione di 139 436 abitanti.